# Luffarspindel
Luffarspindel (Eratigena agrestis) är en spindelart i släktet Eratigena, nära släkt med olika arter av husspindlar i spindelfamiljen trattspindlar. Den kallas luffarspindel efter dess amerikanska namn Hobo Spider. Namnet lanserades av spindelexperterna Gunnar Alroth och Lars Jonsson, universitetsadjunkt i biologi i ett telefonsamtal sedan den upptäckts på den konstgjorda ön Pepparholm i Öresund och medias intresse för arten gjorde att ett svenskt namn behövdes.

## Utseende
Honan blir mellan 11 och 15 mm lång, och hanen något mindre, ungefär 8 till 11 mm. Färgen är brunaktig i jordnära toner, och den har ett fiskbensliknande mönster på överdelen av bakkroppen. De ljusa fläckarna är mindre tydliga än hos den närbesläktade större husspindeln, Eratigena atrica. Dessutom finns gott om små svarta punkter i fläckarna hos luffarspindeln som saknas hos större husspindeln. Luffarspindeln har yttersta benlederna mörkare färgade än inre delar av benen.

## Utbredning
Luffarspindeln hör ursprungligen hemma i södra och sydvästra Europa och närliggande delar av Asien, men har även introducerats i nordvästra USA och sydvästra Kanada. På senare tid har den även etablerat sig i Danmark där den upptäcktes första gången 2003. 2004 upptäcktes den bland annat på den konstgjorda ön Pepparholm i Öresund. Året efter upptäcktes den på två ställen i Skåne, vid brofästet till Öresundsbron och i hamnen i Ystad. Den har också påträffats i Limhamns kalkbrott och på banområdet i Kristianstad. I Halland har den hittats på ett par ställen i Halmstads hamn. Några andra fynd finns ännu inte.

## Farlighet
Luffarspindlar är inte farliga, men luffarspindeln kan bita om den blir trängd. Det finns dokumenterat att honor av luffarspindel uppträder aggressivt när de upplever att deras ägg eller ungar är hotade . En luffarspindels bett är tämligen smärtfritt. I slutet av 1900-talet ansågs i USA bett från luffarspindeln kunna ge nekroser. Enstaka kvällstidningsartiklar har skrivits där dess farlighet kraftigt överdrivits. Om den släpper ifrån sig gift har man felaktigt ansett att det kan vara farligt och kan orsaka vävnadsskador eller nekros och ge svårläkta sår . Senare studier har dock inte kunnat bekräfta någon farlig giftighet.